# Вахидов, Махмуджон
Махмуджо́н Вахи́дов (тадж. Маҳмудҷон Воҳидов; 10 октября 1939, Шайдон, Согдийская область, Таджикистан — 12 ноября 1977, Багдад, Ирак) — таджикский советский актёр театра и кино. Народный артист Таджикской ССР (1974).

## Биография
В 1960 году окончил ГИТИС. В 1960—1961 годах состоял в труппе Театра музыкальной комедии имени Камола Худжанди, а с 1961 года в Таджикском академическом театре им. А. Лахути.
Скончался 12 ноября 1977 года в Багдаде, похоронен на кладбище «Сари Осиё» в Душанбе.

## Фильмография
- 1961 — Зумрад — Шариф
- 1965 — Хасан Арбакеш — Раджаб
- 1969 — Джура Саркор — секретарь райкома
- 1971 — Сказание о Рустаме — див Тулад
- 1972 — Рустам и Сухраб — див Тулад
- 1972 — Звезда в ночи — Ахмед Дониш
- 1973 — Тайна забытой переправы — Алим Рахматов
- 1974 — Одной жизни мало — Сулейман
- 1974 — Кто был ничем... — дервиш усто Махтум
- 1975 — Тот станет всем — дервиш усто Махтум
- 1977 — Первая любовь Насреддина — дервиш

## Награды
- 1974 — Народный артист Таджикской ССР
- 1972 — приз Всесоюзного кинофестиваля (дилогия о Рустаме)
- 1973 — Государственная премия Таджикской ССР имени Рудаки (дилогия о Рустаме)
- 1973 — Премия VI Всесоюзного кинофестиваля за исполнение мужской роли в фильме «Звезда в ночи»[3].

## Память
- Таджикский государственный молодёжный театр в городе Шайдон имени М. Вахидова